# Хронічна ниркова недостатність
Хроні́чна нирко́ва недоста́тність (інколи хронічна хвороба нирок) — прогресувальне порушення функцій нирок (перш за все видільної), що виникає поступово, упродовж тривалого часу та призводить до уремічної інтоксикації (скупченню у крові азотистих шлаків).

## Етіологія та патогенез
Найчастіше є наслідком
- хронічних гломеруло- та пієлонефритів,
- нефритів при системних захворюваннях,
- спадкових нефритів,
- полікістозу нирок,
- нефроангіосклерозу
- діабетичного гломерусклерозу
- амілоїдозу
- системного червоного вовчака тощо.

В основі патогенезу ХНН лежить прогресуюче зменшення діючих нефронів, що призводить до зниження ниркових процесів та порушенню функцій нирок.

## Клінічні прояви
Складаються із синдрому хронічної уремії, артеріальної гіпертонії, порушень водно-сольової та кислотно-лужної рівноваги, що являє собою завершальну стадію тривалого процесу загибелі нефрону та зморщення нирок.
Розрізняють дві фази клінічно вираженої ХНН:
- Компенсовану — креатинемія досягає 0,06—0,07 г/л та зниження клубочкової фільтрації до 10—15 мл/хв (у цій фазі ще ефективне консервативне лікування)
- Термінальну — креатинемія вище 0,06-0,07 г/л та клубочкова фільтрація нижче 10-15 мл/хв (показаний програмний гемодіаліз або пересадка нирки).

### Симптоми
Зазвичай у хворих упродовж тривалого часу визначають симптоми ураження нирок. У зв'язку з розвитком ниркової недостатності з'являються скарги на загальну слабкість, втрату апетиту, свербіж шкіри, нудоту, блювоту, порушення сну, схуднення.  При огляді визначають посмикування м'язів, блідість шкіри, зниження температури (навіть у період інфекційних ускладнень). Артеріальний тиск, як правило, підвищений. У деяких випадках, одним з перших симптомів є затерпання кінцівок, здебільшого рук, нижче ліктів. Затерпання зумовлено нетривалим порушенням балансу калію в крові за певний час після споживання калієвмісних продуктів (картопля, помідори тощо).[джерело?]
При вираженій уремії розвивається перикардит, зазвичай сухий, рідше ексудативний. Одночасно є ураження міокарду, зумовлене наявністю анемії, гіпертонії, порушенням електролітного обміну. Серце збільшене у розмірах, визначаються ознаки гіпертрофії лівого шлуночка, вислуховується систолічний шум, можлива поява застійних явищ.
Звичайно є анемія. Число тромбоцитів може бути зменшене, що є однією з причин підвищеної кровоточивості. В сироватці крові підвищений вміст креатиніну, залишкового азоту, сечової кислоти, калію.
У легенях є ознаки токсичного набряку, що чітко визначається при рентгенологічному дослідженні.
Може бути ацидоз з появою характерного «великого шумного дихання».
Сеча з постійно низькою відносною щільністю, що оцінюється при її дослідженні у пробі за Зимницьким. Часто буває протеїнурія.
Прогресування ниркової недостатності призводить до розвитку уремічної коми зі чимраз більшим затемненням свідомості. Перебіг ХНН може бути різноманітним, що залежить від ступеня та характеру основного захворювання.

## Лікування
Підтримка гомеостазу та уповільнення прогресуючого ураження нирок, покращення стану хворого. Попередження та корекція водно-електролітних порушень, корекція артеріальної гіпертонії, зменшення утворення кінцевих продуктів білкового обміну. Дієта та медикаментозна терапія залежать від стадії захворювання.
У терапевтичній клініці майже в 80% випадків причиною хронічної ниркової недостатності є хронічний гломерулонефрит і пієлонефрит. Тому успішна терапія загострення основного захворювання може привести до часткового або повного відновлення нефронів, що функціонують, а отже до зменшення (або зникнення) хронічної ниркової недостатності. Корекція азотемії досягається в першу чергу обмеженням білка до 40 г в добу, при цьому 30 г білка повинно бути тваринного походження (м'ясо, молоко, сир, яйця), а 10 г — рослинного (хліб, картопля, овочі, фрукти, каші). Широко використовується картопляна і картопляно-яєчна дієта (дієта Джиованетти). Висока калорійність їжі (2 500-2 800 ккал) знижує катаболізм і зменшує розпад білка.